# 置き去り刑
置き去り刑（おきざりけい、Maroon）は、対象者を無人島などに置き去りにする（追放する）刑罰である。近世以前の船乗りの間で、船内秩序の維持のために用いられた刑罰であり、特に海賊が用いたことで知られている。孤島置き去り刑、無人島置き去り刑、島流し刑などとも訳される。
"Maroon" という単語は、1709年頃に最初の使用例が見られ、元は逃亡した奴隷を意味し、その語源は逃亡した家畜（または奴隷）を意味するスペイン語に由来する。

## 概要

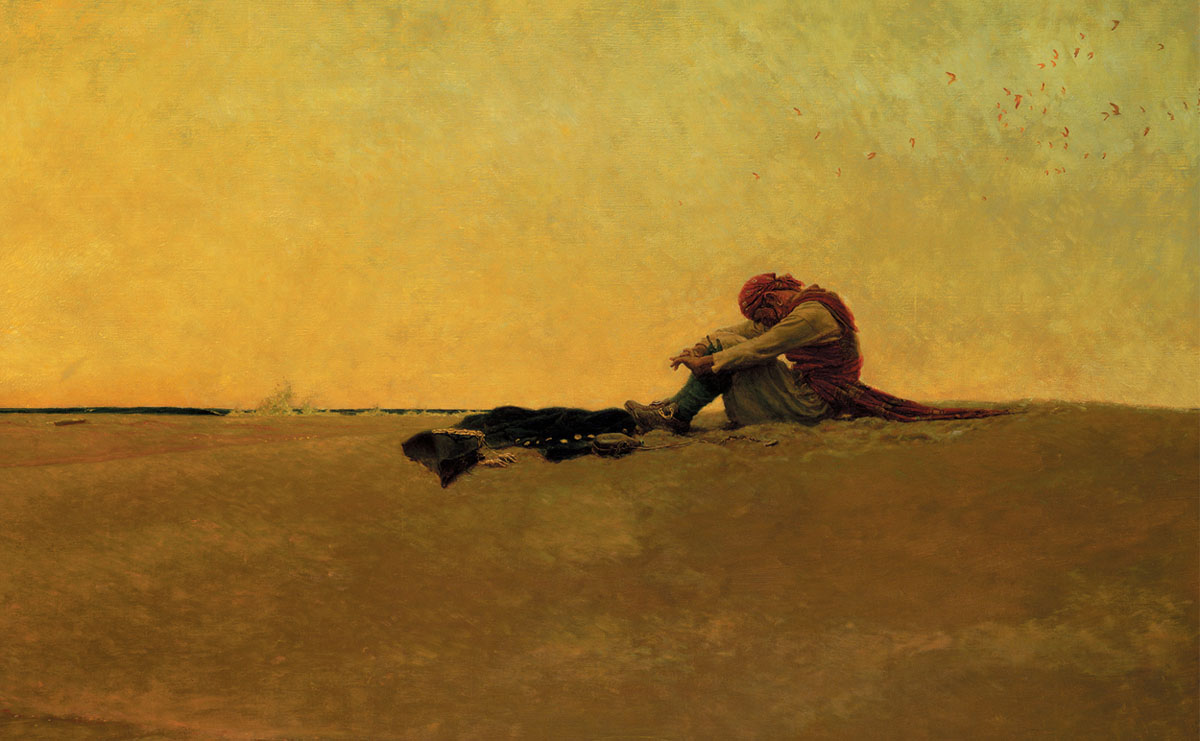
「置き去り刑（Marooned）」ハワード・パイル

慣例では、掟に反した船員に対する刑罰、あるいは反乱を起こした船員によって追放された船長に与えられる刑罰であった。一般的に無人島に置き去りにされ、それはしばしば干潮時にかろうじて砂州ができているような場所であることもあった。自殺を選択することもできるように、いくらかの食事や水の入った容器を与え、弾丸が装填されたピストルも渡された。実質的な死刑であったが、海賊船長エドワード・イングランドの例や、『ロビンソン・クルーソー』のモデルになったといわれるアレキサンダー・セルカークのように生き残ることができた場合もある。
置き去り刑を主として行っていたのは17世紀と18世紀の海賊であり、"Maroon"と呼ばれることが多かった。バーソロミュー・ロバーツやジョン・フィリップスによる海賊の掟では同性愛者やその他の犯罪に対する罰として置き去り刑が設定されていた。これらでは置き去り刑を婉曲的に「島の総督への任命」と表現していた。
18世紀後半のアメリカ南部では、数日にわたる長期キャンプピクニックを揶揄する言葉として "Maroon" が用いられていることもあった。
1807年12月13日、リクルート号のウォリック・レイク船長は船員のロバート・ジェフリーをソンブレロ島に置き去り刑にした。ジェフリーは、近くを通過したマサチューセッツ州マーブルヘッドのスクーマーアダムス号に救助され、助かった。その後、レイクは軍法会議にかけられイギリス海軍より追放された。
1725年、オランダの船乗りLeendert Hasenboschは、同性愛性交の罪でアセンション島に置き去り刑にされた。Leendertは、その年の終わりに死んだと考えられているが、1726年に彼のテントと日記がイギリスの船員に発見され、後に日記は翻訳されてロンドンで出版された。

## 文学による題材

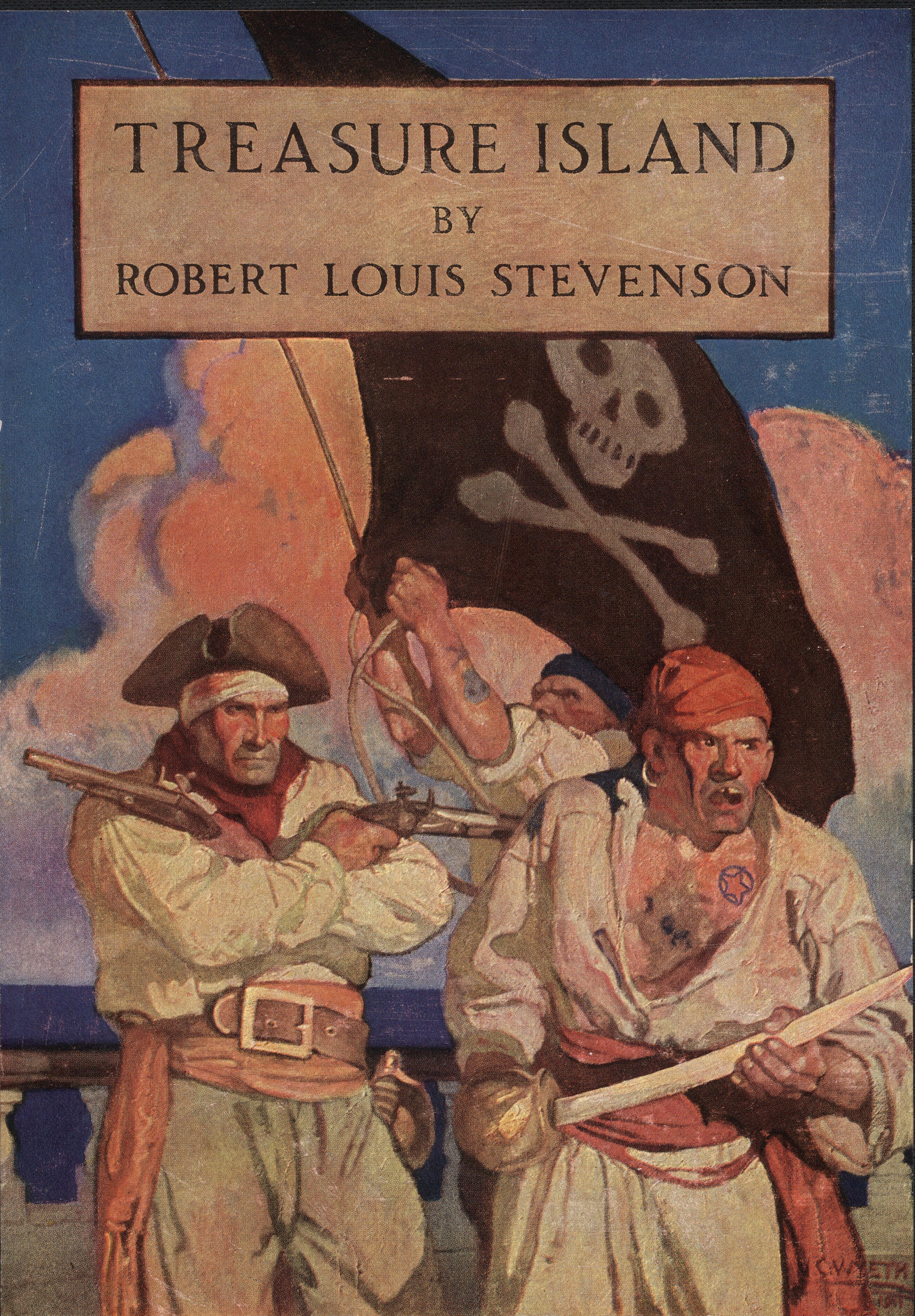
『宝島』の表紙（1911年版）

置き去り刑が登場した最も有名な文学作品は、おそらくロバート・ルイス・スティーヴンソンの『宝島』に登場する3年間島に放置されていたベン・ガンである。
ダニエル・デフォーの『ロビンソン・クルーソー』は、それ自体は置き去り刑の話ではないが、主人公が経験する無人島での生活は、アレキサンダー・セルカークの実話に影響を受けている。セルカークは仲間たちによって置き去り刑にされ、ウッズ・ロジャーズに助け出される4年間、孤島で生活していた。

## テレビ番組の企画で
2012年、ディスカバリーチャンネルの企画（『ザ・秘境生活 (Ed Stafford: Naked and Marooned)』）で、探検家エド・スタッフォードがフィジー沖の無人島での60日間の生活に挑戦した。彼は食べ物や水、またいかなる道具も持ち込まなかった。スタッフォードは挑戦を達成し、後に、この経験を元にして出版した本『Naked and Marooned』は大きな反響を巻き起こした。